# Lubuk Puding Lama
Lubuk Puding Lama is een bestuurslaag in het regentschap Empat Lawang van de provincie Zuid-Sumatra, Indonesië. Lubuk Puding Lama telt 692 inwoners (volkstelling 2010).